# 吉俣良
吉俣 良（よしまた りょう、1959年9月6日 - ）は、日本の作曲家・編曲家・音楽プロデューサー。鹿児島県鹿児島市甲突町出身。横浜市立大学商学部卒業。血液型はO型。「Ryo」名義で作曲・編曲を行う事がある。

## 来歴
1959年に鹿児島市の老舗旅館の長男として生まれる。小学校時代よりピアノを習い、短大レベルで習う音楽理論も習得、テレビで流れる曲やドラマの曲を耳で聴いてすぐ弾けたという。鹿児島県立鹿児島中央高等学校に入学すると吹奏楽部へ入部、鹿児島県大会で優勝する。
1977年に上京し横浜市立大学へ進学。音楽サークル「セカンド・ウィンド・ジャズ・オーケストラ」に所属する一方で、アルバイトでビアガーデンのバンド演奏をしている時にプロのミュージシャンと知り合い、大学2年生の頃より一緒にディスコバンドとして活動を開始。美空ひばりのバックバンドのオーディションに合格したことを契機に、大学在学中より本格的にプロとして音楽活動を開始する。
1984年から1992年にかけてはキーボードプレイヤーとしてバンド「リボルバー」で活動する。また、レコーディングミュージシャン、アレンジャーとして様々なジャンルの音楽を手がける。
作曲家として1996年のフジテレビ系『おいしい関係』で初めてテレビドラマの音楽を手がけると、フジテレビ系『きらきらひかる』（1998年）で初めて全曲を担当。その後もフジテレビ系『眠れる森』（1998年）、フジテレビ系『空から降る一億の星』（2002年）、フジテレビ系『Dr.コトー診療所』（2003年）、フジテレビ系『風のガーデン』（2008年）、『救命病棟24時（第4シリーズ）』（2009年）など人気テレビドラマの音楽を次々に手がけて、作曲家としての地位を確立する。
2003年にNHK連続テレビ小説『こころ』で初めてNHK朝ドラの音楽を担当すると、2008年にはNHK大河ドラマ『篤姫』で初めてNHK大河ドラマの音楽を担当。空前の“篤姫ブーム”の中で『「篤姫」オリジナルサウンドトラック』もNHK大河ドラマのオリジナルサウンドトラックとして異例の大ヒットを記録。出身地であり『篤姫』の舞台でもある鹿児島より「県知事特別表彰」を受け、また「薩摩大使」も委嘱される。2011年には『江〜姫たちの戦国〜』で再びNHK大河ドラマの音楽を担当することとなる。
また、『冷静と情熱のあいだ』（2001年）、『バッテリー』（2007年）、『引き出しの中のラブレター』（2009年）、『阪急電車 片道15分の奇跡』（2011年）、『県庁おもてなし課』2013年）などの映画の音楽も担当。『冷静と情熱のあいだ』の音楽は韓国で話題になるなど海外でも注目を集め、韓国SBSのドラマ『イルジメ〜一枝梅』（2008年）の音楽や『KUTSUKAKE TOKIJIRO』ニューヨーク公演（2011年）の音楽を手掛けるなど、海外進出も果たしている。
近年ではテレビドラマや映画の音楽の作曲に加えて、aiko、ゆず、ORANGE RANGE、CHAGE and ASKA、熊木杏里などのアーティストのアレンジを担当するなど編曲家としても活動するほか、2008年には浜離宮朝日ホールにて初のソロコンサートを開催するなどソロアーティストとしての活動の場も広げている。

## 人物
実弟は、郷里の南日本放送（本社所在地・鹿児島県鹿児島市、TBS系列）を中心に活躍中のローカルタレント、よし俣とよしげ。
「吉」の正確な表記は「」（「土」の下に「口」、つちよし）だが、環境により正しく表記出来ないことが多いので、ほとんど「吉」（「士」の下に「口」）で通している。

## 受賞歴
- 1999年
  - 第23回ザテレビジョンドラマアカデミー賞 劇中音楽賞（『危険な関係』）[5]
- 2002年
  - 第32回ザテレビジョンドラマアカデミー賞 劇中音楽賞（『ロング・ラブレター〜漂流教室〜』）[6]
  - 第33回ザテレビジョンドラマアカデミー賞 劇中音楽賞（『空から降る一億の星』）[7]
  - 第34回ザテレビジョンドラマアカデミー賞 劇中音楽賞（『ランチの女王』）[8]

## 作品

### ドラマ劇伴
- 1997年
  - 君の手がささやいている（テレビ朝日）
  - 成田離婚（フジテレビ）
  - 月の輝く夜だから（フジテレビ）
  - GIFT（フジテレビ）
  - 彼女たちの結婚（フジテレビ）
- 1998年
  - Days（フジテレビ）
  - きらきらひかる（フジテレビ）
  - 眠れる森（フジテレビ）
  - タブロイド（フジテレビ）
- 1999年
  - 危険な関係（フジテレビ）
  - アフリカの夜（フジテレビ）
  - リップスティック（フジテレビ）
- 2000年
  - 太陽は沈まない（フジテレビ）
  - 天使が消えた街（日本テレビ）
- 2001年
  - いい旅 いい夢 いい女九州路（NHK）
  - 世界で一番熱い夏（TBS）
  - カバチタレ!（フジテレビ）
- 2002年
  - ランチの女王（フジテレビ）
  - 空から降る一億の星（フジテレビ）
  - ロング・ラブレター〜漂流教室〜（フジテレビ）
- 2003年
  - こころ（NHK）
  - いつもふたりで（フジテレビ）
  - Dr.コトー診療所（フジテレビ）
- 2004年
  - アイ'ム ホーム（NHK）
  - 昨日の友は今日の敵?（フジテレビ）
  - プライド（フジテレビ）
- 2005年
  - 飛鳥へ、そしてまだ見ぬ子へ（フジテレビ）
  - がんばっていきまっしょい（フジテレビ）
- 2006年
  - Dr.コトー診療所2006（フジテレビ）
  - マチベン（NHK）
- 2007年
  - 玉蘭（テレビ朝日）
- 2008年
  - 篤姫（NHK）
  - 薔薇のない花屋（フジテレビ）
  - 風のガーデン（フジテレビ）
  - ありがとう、オカン（関西テレビ）
  - イルジメ〜一枝梅（SBS）
  - 奇跡の動物園〜旭山動物園物語〜（フジテレビ）
- 2009年
  - 救命病棟24時（第4シリーズ）（フジテレビ）
- 2010年
  - 闇金ウシジマくん（毎日放送）
- 2011年
  - 江〜姫たちの戦国〜（NHK）
- 2012年
  - つるかめ助産院〜南の島から〜（NHK）
- 2013年
  - 極北ラプソディ（NHK）
  - 命のあしあと（NHK）
  - 島の先生（NHK）
  - Oh,My Dad!!（フジテレビ）
  - 別に普通の恋（北海道テレビ）
- 2014年
  - 聖女（NHK）
  - ハング（BeeTV）
- 2015年
  - 不便な便利屋（テレビ東京）
  - ある日、アヒルバス（NHK BSプレミアム）
- 2016年
  - 忠臣蔵の恋〜四十八人目の忠臣〜（NHK）
  - 青い海の伝説（SBS）
- 2017年
  - しあわせの記憶（TBS）
  - 恋がヘタでも生きてます（読売テレビ）
  - ごめん、愛してる（TBS）
- 2018年
  - ぬけまいる〜女三人伊勢参り（NHK）
- 2019年
  - 前田正名 龍馬が託した男（KTS鹿児島テレビ）
  - 花にけだもの〜Second Season〜（dTV）
  - チート〜詐欺師の皆さん、ご注意ください〜（読売テレビ）
- 2022年
  - 恋なんて、本気でやってどうするの?（関西テレビ）
- 2023年
  - 18/40〜ふたりなら夢も恋も〜（TBS）

### 映画劇伴
- Lie Lie Lie（1997年）
- 冷静と情熱のあいだ（2001年）
- 天使（2006年）
- シュガー&スパイス 風味絶佳（2006年）
- バッテリー（2007年）
- Life 天国で君に逢えたら（2007年）
- 引き出しの中のラブレター（2009年）
- 半次郎（2010年）
- 阪急電車 片道15分の奇跡（2011年）
- ロック 〜わんこの島〜（2011年）
- 県庁おもてなし課（2013年）
- 四月は君の嘘（2016年）
- 4月の君、スピカ。（2019年）
- ドクター・デスの遺産 (2020年)
- テレビで会えない芸人 (2021年)
- Dr.コトー診療所（2022年）

### 舞台劇伴
- 企画ユニット地球ゴージャスプロデュース公演vol.3 『地図にない街 ドヘネケヘキシン』
- 企画ユニット地球ゴージャスプロデュース公演vol.4 『さくらのうた』
- 企画ユニット地球ゴージャスプロデュース公演vol.5 『クインテット』
- 企画ユニット地球ゴージャスプロデュース公演vol.6 『KARTE』
- ノブナガ・ザ・フール（2013年）

### アニメ劇伴
- 真・女神転生デビチル（2000年、CBC/TBS）
- 恋は雨上がりのように（2018年、フジテレビ）
- ソマリと森の神様（2020年）

### CM音楽
- サントリー『膳』
- 東京三菱銀行
- NTTドコモ
- CANON EOS
- 三井住友銀行
- 日清食品「スパ王」
- uccコーヒー
- プロピア
- 東邦ガス
- キヤノン IXY DV「舞妓」篇
- 資生堂「新しい私になって」篇
- au損保 あうて ケガの保険 Bycle「守ってあげたい」篇

### その他の活動
- サンデースポーツ (NHK)
- アジアクロスロード (NHK BS1)
- 南日本放送開局50周年記念のテーマソング（2003年）
- 鹿児島中央高校創立40周年記念愛好歌「たいせつ」（2004年）
- 鹿児島県立明桜館高等学校校歌（2010年）
- 鹿児島市立田上小学校全校表現「輝けあさひこ」作曲

## 楽曲提供

### 作曲
- ポルノグラフィティ - 「ロマンチスト・エゴイスト」

### 編曲
- aiko - 「今度までには」、「クローゼット」、「相合傘（汗かきMix）」、「木星」、「心に乙女」、「ふれていたい」、「テレビゲーム」、「三国駅」、「エナジー」、「ずっと近くに」、「気付かれないように」、「嘆きのキス」、「自転車」
- 石井聖子 - 「今もいつも」（シングル「ライスシャワー」より）
- 宇都宮隆 - 「Reg Doll」、「蒼 〜Sou〜」（アルバムWHITE ROOMより）
- 深田恭子 - 「テレパシー」

### 作曲・編曲
- 坂本真綾 - 『My Favorite Books』
- 薬師丸ひろ子 - 『時の扉』、『Cinema Songs』

### ストリングスアレンジ
- ORANGE RANGE - 「落陽」、「花」、「キズナ」、「yumekaze」、「チャンピオーネ」、「Walk on」、「SAYONARA」、「BEAUTIFUL DAY」、「Hello」、「STEP BY STEP」、「Silent Night」、「君station」、「シアワセネイロ」、「瞳の先に」、「Family」
- L'Arc〜en〜Ciel - 「finale」

## アルバム
- フジテレビ系ドラマオリジナルサウンドトラック「きらきらひかる」（1998年3月4日）
- フジテレビ系ドラマオリジナルサウンドトラック「プライド」（2004年2月18日）
- Colorless（2006年12月27日）
- NHK 2008年度大河ドラマ 「篤姫」オリジナルサウンドトラック（2008年2月20日）
- NHK 2008年度大河ドラマ「篤姫」オリジナルサウンドトラック 2（2008年10月29日）

## 出演番組
- NHK
  - 全国放送
    - スタジオパークからこんにちは（2008年7月4日）
    - おーいニッポン「私の・好きな・鹿児島県」（2008年11月3日）
    - 『「篤姫」トーク&コンサート』（2008年12月27日）

収録：2008年11月24日 宝山ホール（鹿児島県文化センター）
  - NHK福岡放送局 製作分
    - おはようサタデー九州沖縄・サタデートーク（総合テレビジョン九州沖縄ブロックネット・2008年8月ごろ）

  - NHK鹿児島放送局 製作
    - 情報WAVEかごしま 年末スペシャル2008（鹿児島総合テレビジョンのみ・2008年12月26日）

- 南日本放送
  - 「吉俣良のcolorless」（ラジオ）

（2007年4月-2008年3月）毎週火曜、実弟との生電話できさくな兄弟トークが好評であった。ちなみに同時期は、NHK大河ドラマ『篤姫』のテーマ曲を作曲中であり、番組内でのトークがきっかけでMBC-TVの深夜番組『mixx』で大好評の『吉俣兄弟の工場グルメ』も生まれた。
  - 城山スズメ（ラジオ）

金曜日ゲスト（2008年2月頃?）
  - 「mixx」（テレビ）

スペシャルゲスト（不定期）でMBCタレントの一員である実弟のよし俣とよしげとの絡みでの企画モノが中心。

- 鹿児島テレビ放送
  - 「情報WIDE つぼチャンネル」（2008年6月6日）
  - ぱじゃま倶楽部（2008年2月19日）

- RFラジオ日本
  - 『クラシック1st.』

（前編:2008年8月28日）（後編:2008年9月4日）

- TOKYO FM
  - 『ディア・フレンズ』（2009年8月4日）

- 鹿児島読売テレビ
  - 『今夜決定！鹿児島No.1歌唱力決勝大会！』（審査員・2015年10月23日）

## 雑誌・コミックス
- 週刊文春（2008年6月12日号）

「私のリビング」
（グラビア&インタビュー）
- 週刊ヤングサンデー「絶望に効くクスリ」吉俣良の場合（2008年Vol.27-Vol.28）作・山田玲司